# Claire van der Boom

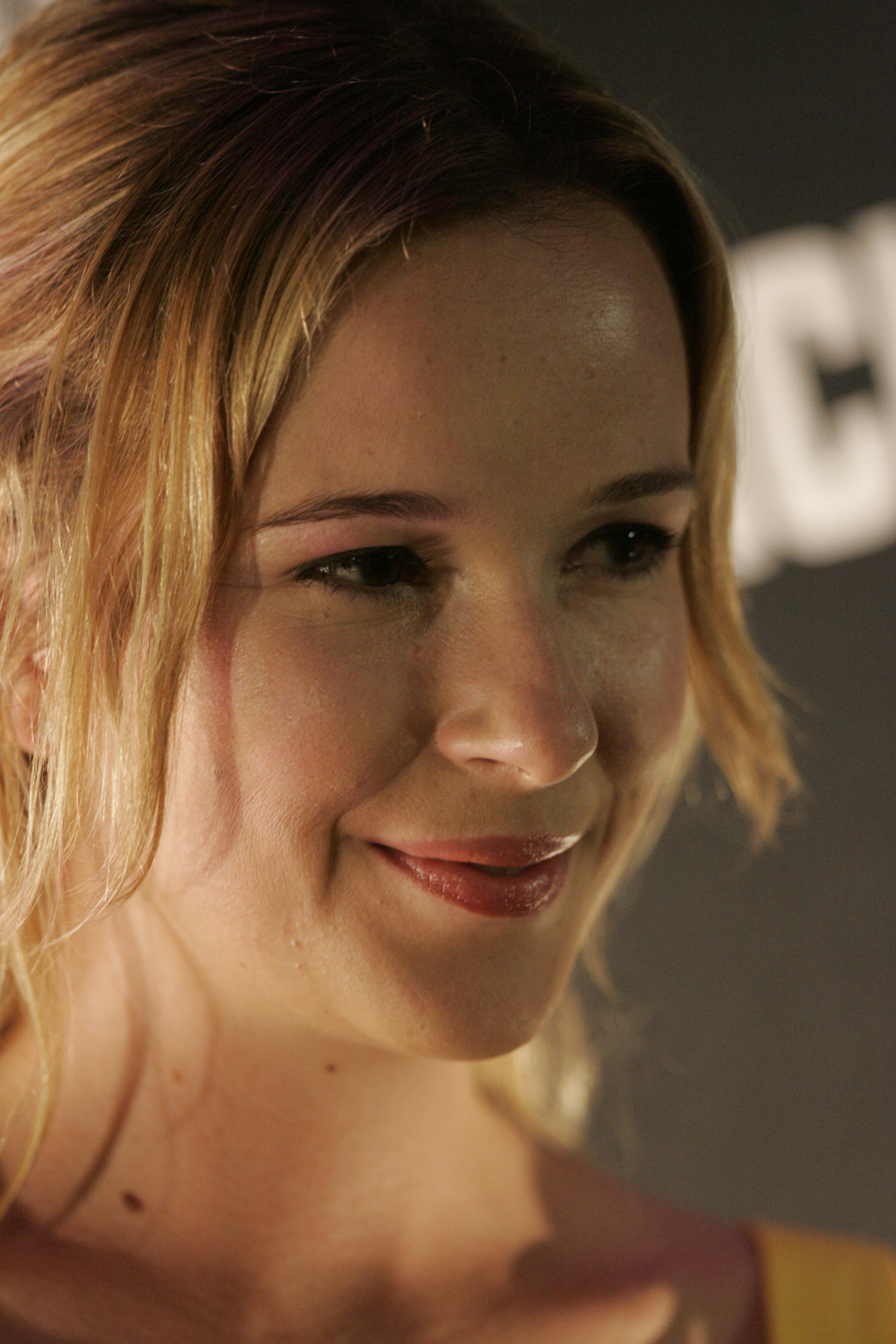
Claire van der Boom (2012)

Claire van der Boom (* 21. November 1983 in Broome) ist eine australische Schauspielerin.

## Leben
Van der Boom wuchs in Broome in Western Australia auf und absolvierte eine Ausbildung am National Institute of Dramatic Art (NIDA) in Sydney. Erste Rollen übernahm sie in den australischen Fernsehserien Love my Way und Rush. Im Jahr 2008 spielte sie die Hauptrolle im Drama The Square und zog nach dem Gewinn einer Green Card nach Los Angeles. Im Jahr 2010 übernahm sie eine kleinere Rolle in Steven Spielbergs The Pacific und wurde für die Rolle der Rachel Edwards in Hawaii Five-0 ausgewählt.
Im Jahr 2012 war Van der Boom Teil zweier Off-Broadway-Inszenierungen. In David Rabes An Early History of Fire übernahm sie die weibliche Hauptrolle ebenso wie in Heartless von Sam Shepard.
Zusätzlich zu ihrer Schauspielkarriere veröffentlichte Van der Boom unter dem Pseudonym Claire Sky im Jahr 2004 mit Do What You Want eine Single. Dies blieb bislang der einzige Ausflug Van der Booms ins Musikgeschäft.

## Filmografie
- 2007: Love My Way (Fernsehserie, 7 Folgen)
- 2008: The Square
- 2008: Rush (Fernsehserie, 13 Folgen)
- 2010: The Pacific (Fernsehserie, Folge 1x03)
- 2010: Sisters of War
- 2010: Red Hill
- 2010–2012, 2015, 2017–2019: Hawaii Five-0 (Fernsehserie, 13 Folgen)
- 2011: City Homicide (Fernsehserie, 3 Folgen)
- 2011: Underbelly Files: The Man Who Got Away
- 2013: Low Life (Fernsehserie, 5 Folgen)
- 2013: Record (Kurzfilm)
- 2013: Masters of Sex (Fernsehserie, Folge 1x09)
- 2014: Ruth & Alex – Verliebt in New York (5 Flights Up)
- 2014: Love Is Now
- 2014–2015: Constantine (Fernsehserie, 2 Folgen)
- 2015: Chronic
- 2015: A Year and Change
- 2016: Broke
- 2016: Dear Eleanor
- 2016: Game of Silence (Fernsehserie, 10 Folgen)
- 2017: Battlecreek
- 2017: Pulse (Fernsehserie, 8 Folgen)
- 2019: American Exit
- 2019: Palm Beach
- 2021: Kidnapped (Fernsehfilm)
- 2022: Blacklight
- 2023: The Appleton Ladies' Potato Race (Fernsehfilm)

## Diskografie
- 2004: Do What You Want (feat. Jase from Outta Space)

## Auszeichnungen
Im Jahr 2011 gewann Claire van der Boom den Logie Award für ihre Darstellung der Sr. Berenice Twohill im Fernsehdrama Sisters of War.